# Euphorbia feddemae
Euphorbia feddemae es una especie fanerógama perteneciente a la familia de las euforbiáceas.  Es originaria de  México desde Aguascalientes a Jalisco.

## Taxonomía
Euphorbia feddemae fue descrita por  Rogers McVaugh y publicado en Brittonia 13: 183. 1961.
Etimología
Euphorbia: nombre genérico que deriva del médico griego del rey Juba II de Mauritania (52 a 50 a. C. - 23), Euphorbus, en su honor – o en alusión a su gran vientre –  ya que usaba médicamente Euphorbia resinifera. En 1753 Carlos Linneo asignó el nombre a todo el género.
feddemae: epíteto otorgado en honor del descubridor de la planta, el botánico y misionero francés Urbain Jean Faurie (1847-1915), quien desde su residencia de Japón, efectuó varias recolectas de plantas, llegando hasta el sur de Corea.
Sinonimia
- Chamaesyce feddemae (McVaugh) McVaugh	[6][1]